# Kānāwai Māmalahoe

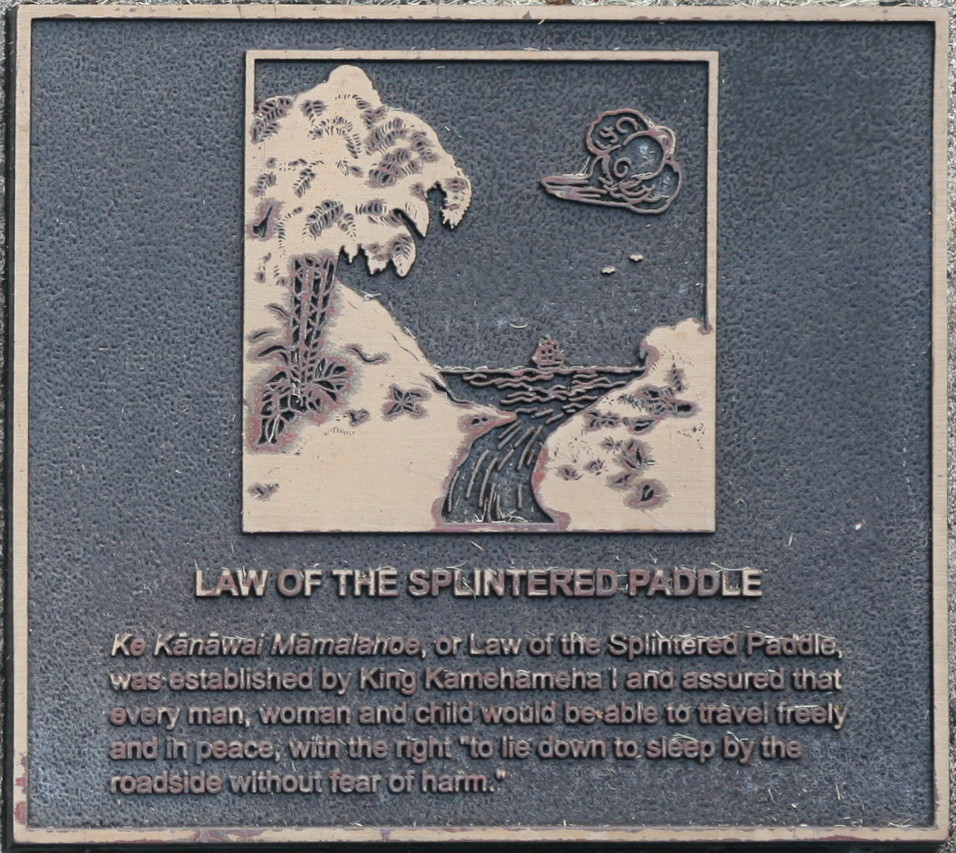
Kānāwai Māmalahoe, sur une plaque sous les statues de Kamehameha.

Kānāwai Māmalahoe ou loi de la pagaie éclatée (également traduite par loi de la rame éclatée), également connue sous le nom de Kānāwai hoʻōla kanaka, traduit par loi sur le caractère sacré de la vie, est un précepte du droit hawaïen, originaire du roi Kamehameha Ier en 1797. La loi stipule "Que toute personne âgée, femme et enfant se couche en sécurité au bord de la route". Elle est inscrite dans la constitution de l'État (en), article 9, section 10, et devient un modèle pour le droit moderne des droits de l'homme concernant le traitement des civils et autres non-combattants en temps de guerre.

## Histoire
Cette loi est créée à la suite d'un incident survenu lors d'une expédition militaire à Puna. Kamehameha rencontre un groupe de roturiers sur une plage. Alors qu'il poursuit deux pêcheurs restés sur place pour couvrir la retraite d'un homme portant un enfant, Kamehameha se prend la jambe dans le récif. L'un des pêcheurs, Kaleleiki, le frappe violemment à la tête avec une pagaie pour se défendre, mais celle-ci se brise en morceaux. Kamehameha peut être tué à ce moment-là, mais le pêcheur l'épargne. Des années plus tard, le même pêcheur est amené devant Kamehameha. Au lieu d'ordonner son exécution, Kamehameha statue que le pêcheur n'a fait que protéger ses terres et sa famille, et la loi de la pagaie éclatée est alors proclamée.

## Texte

### Loi originale complète de 1797 en hawaïen
« Kānāwai Māmalahoe :
E nā kānaka,

E mālama ʻoukou i ke akua

A e mālama ho‘i ke kanaka nui a me kanaka iki;

E hele ka ʻelemakule, ka luahine, a me ke kama

A moe i ke ala

ʻA‘ohe mea nāna e ho‘opilikia.

Hewa nō, make. »

### Traduction en Français
« Loi de la pagaie éclatée :
Ô peuple,

honorez votre dieu ;

respectez également les droits des grands et des humbles ;

que chacun, des vieillards et des femmes jusqu'aux enfants,

soit libre d'aller se coucher sur la route (c'est-à-dire au bord de la route ou du sentier)

sans crainte de préjudice.

Enfreignez cette loi et mourez. »